# Profile (Jan Akkerman)
Profile is een instrumentaal muziekalbum van de Nederlandse gitarist Jan Akkerman uit 1972.
Akkerman bracht dit soloalbum uit terwijl hij nog speelde in de formatie Focus. Andere artiesten die een belangrijk aandeel hadden aan deze elpee, waren Bert Ruiter op basgitaar en Pierre van der Linden op drums.
Op de A-kant van het album staat het nummer Fresh air dat opgebouwd is uit zeven composities. De B-kant bestaat uit zeven op zichzelf staande composities. De muziekstijl varieert van rock (zowel alternatief als klassiek), met raakvlakken met de jazz (jazzrock) en barokmuziek.

## Nummers
| Nummer | Naam | Duur  | Geschreven door |
| ------ | --- | ----- | --------------- |
| A1     | Fresh air, bestaande uit: a. Must be my land b. Wrestling to get out c. Back again d. The fight e. Fresh air - Blue notes for listening f. Water and skies are telling me g. Happy Gabriel? | 19:50 | Jan Akkerman    |
| B1     | Kemps jig | 1:28  | anoniem         |
| B2     | Etude | 1:30  | Matteo Carcassi |
| B3     | Blue boy | 2:24  | Jan Akkerman    |
| B4     | Andante sostenuto | 4:05  | Anton Diabelli  |
| B5     | Maybe just a dream | 2:33  | Jan Akkerman    |
| B6     | Minstrel / Farmers dance | 2:45  | Jan Akkerman    |
| B7     | Stick | 3:30  | Jan Akkerman    |